# Extra Luv
Extra Luv è un singolo del rapper statunitense Future, pubblicato il 30 giugno 2017 come unico estratto della riedizione digitale del quinto album in studio Future. Il brano vede la collaborazione del rapper YG.

## Composizione
Il brano contiene la co-produzione di Wheezy.

## Tracce
1. Extra Luv (feat. YG) – 4:06

## Classifiche

### Classifiche settimanali
| Classifica (2017) | Posizione massima |
| ----------------- | ----------------- |
| Stati Uniti       | 85                |
| Canada            | 99                |